# Jessica Escobar Porras
Jessica Escobar Porras es una bióloga marina, investigadora y científica que actualmente vive en Durban, Sudáfrica, donde realizó estudios de doctorado a través de la Universidad de KwaZulu-Natal, sobre poblaciones de tiburones, su estructura genética y su relación con sus estrategias reproductivas, muy comprometida a realizar investigaciones con técnicas no destructivas y no letales.
Su principal interés es la biología y la conservación de la especie Chondrichthyes en todo el mundo. Actualmente está haciendo una revisión de la biodiversidad de tiburones en Sudáfrica y el Océano Índico.
Creó su propia organización para estudios marinos y conservación en Colombia llamada SieMma, donde es la Coordinadora de Investigación.

## Biografía
Jessica Escobar Porras, nació en Medellín, Colombia en 1979  Después de estudiar Biología marina en la Universidad Jorge Tadeo Lozano en Bogotá, continuó su formación en la Universidad Hawaii Pacific de Estados Unidos Terminó su doctorado en la Universidad de KwaZulu-Natal sobre dinámica poblacional genética de tiburones en Sudáfrica, después de haber hecho cruceros de investigación en altamar por Namibia, Islas Mauricio y Madagascar, y el Dr. Angus MacDonald de la Universidad de KwaZulu-Natal (MAREVOL) fue su supervisor. 
Nació en las montañas de Colombia, pero le encantaba estar en el agua antes de poder caminar. Cuando cumplió 11 años, su madre la llevó a un acuario, donde se encontró por primera vez con los tiburones y nunca se olvidó. Hizo su primer curso de buceo a los 12 años y su primera inmersión con tiburones en la Isla Gorgona, en el Océano Pacífico Colombiano en 1994, a los 15 años. Ese mismo año tuvo su primer trabajo como entrenadora de delfines, donde confirmó que quería ser bióloga marina. 
Se mudó a Hawái en 1998, donde llevó a cabo sus estudios y trabajó con focas monje, tortugas y tiburones durante 5 años.
Más tarde en 2006 se trasladó a Sudáfrica para continuar estudios en la dinámica de la población de tiburones gato y luego pasó a la genética de conservación de tiburones. En 2006 fue parte de un crucero de investigación que examinó el fondo del océano utilizando redes de arrastre, un método de pesca muy destructivo. Entonces decidió ser parte de cada crucero posible para poder rescatar a tantos tiburones como podía. Hizo más de 10 cruceros en 6 años.
Fundaciones como Shark Angels comenzaron a patrocinar a la científica, con su trabajo sobre poblaciones de tiburones - usando su ADN para determinar el rango, origen y poblaciones. 
Participó en la primera conferencia global Sharks International Conference 2014, en Durban, South Africa, un evento anual para científicos, y expertos en tiburones. 
En una entrevista personal expresó que " su lugar favorito es Kauai- Hawaii para buceo en inmersiones nocturnas, y el Tiburón cebra - Stegostoma fasciatum y el Tiburón nodriza - Ginglymostoma cirratum, son sus favoritos"

El conocimiento te ayudará a cuidar, el cuidado te hará proteger. Si tiene dudas sobre cómo ayudar nuestros océanos increíbles debes comenzar por aprender sobre ellos.
Jessica Escobar Porras

Es miembro de :
- Fundación SieMma Colombia
- Fondo de Conservación de Especies Mohamed bin Zayed
- Blue Wilderness Research Unit
- Western Indian Ocean Marine Science Association[6]
- Shark Angels[7]

## Expediciones
- Título del Proyecto: Genética poblacional en los elasmobranquios sudafricanos: ¿Están definidos por la estrategia reproductiva de la especie?[8]

- Tipo de proyecto: Expedición: Fechas: febrero a mayo de 2012. Localización: Aliwal Shoal, Sudáfrica. Base: Mark y Gail Addison, Blue Wilderness, Durban. Objetivo del proyecto: Muestreo de ADN de tiburones de punta negra (Carcharhinus limbatus). Científica principal: Jessica Escobar-Porras PhD. Equipo de muestreo del DND: Fred Buyle y William Winram. El proyecto WATERMEN participó en el estudio de los tiburones de punta negra.[9]

- Tipo de proyecto : Estudio genético del tiburón Blacktip shark. Científica principal: Jessica Escobar-Porras PhD, Blue Wilderness, Ocean Encounters, ,[10]

## Publicaciones
Movement patterns and population dynamics of four catsharks endemic to South Africa. Escobar-Porras, Jessica,
2010